# Jordan Usher
Jordan Usher (Canton (Georgia); 21 de mayo de 1998) es un jugador de baloncesto estadounidense que pertenece a la plantilla del JL Bourg Basket de la LNB Pro A francesa. Con 2,01 metros de estatura, juega en la posición de alero.

## Trayectoria deportiva

### Universidad
Es un alero formado en la Sequoyah High School de su ciudad natal, antes de ingresar en 2017 en la  Universidad del Sur de California, situada en la ciudad de Los Ángeles, California, donde jugó durante dos temporadas la NCAA con los USC Trojans, desde 2017 a 2019.
En 2019, cambió de universidad e ingresó en el Instituto de Tecnología de Georgia en Atlanta, donde jugó durante tres temporadas la NCAA con los Georgia Tech Yellow Jackets, desde 2019 a 2022.

### Profesional
Tras no ser elegido en el Draft de la NBA de 2022, disputó con los Utah Jazz la liga de verano de la NBA.
El 28 de julio de 2022, firma por el Beşiktaş de la BSL turca.
El 9 de agosto de 2023 firmó con los Perth Wildcats de la NBL Australia.
El 13 de junio de 2024 fichó por el JL Bourg Basket de la LNB Pro A francesa.